# Dipodascus albidus
Dipodascus albidus är en svampart som beskrevs av Lagerh. 1892. Dipodascus albidus ingår i släktet Dipodascus och familjen Dipodascaceae.  Arten är reproducerande i Sverige. Inga underarter finns listade i Catalogue of Life.